# Polar Bear Expedition
Die Polar Bear Expedition (auch als Northern Russian Expedition, American North Russia Expeditionary Force – ANREF oder American Expeditionary Force North Russia – AEFNR bekannt; in deutscher Übersetzung: Expeditionskorps Eisbär bzw. Amerikanische Expeditionsstreitkräfte (in) Nordrussland) war ein Kontingent von etwa 5.000 Soldaten der Vereinigten Staaten, welches als Teil der alliierten Intervention in den Russischen Bürgerkrieg in der russischen Stadt Archangelsk landete, um zwischen September 1918 und Juli 1919 dort und in den umgebenden Regionen gegen die Rote Armee zu kämpfen.

## Alliierte Intervention
Die Polar Bear Expedition wurde von U.S. Präsident Woodrow Wilson aufgrund einer Bitte der britischen und französischen Regierung um Beteiligung an der alliierten Intervention in Nordrussland entsandt. Die Briten und Franzosen verfolgten mit dieser Intervention drei Ziele:
1. Verhindern, dass Kriegsmaterial der Alliierten, welches ursprünglich für die inzwischen zusammengebrochene Ostfront des Ersten Weltkriegs bestimmt war, in Archangelsk in deutsche Hände oder in die der Bolschewiki fiel
2. Befreiung der Tschechoslowakischen Legionen, welche durch den Bürgerkrieg von den Alliierten abgeschnitten und entlang der Transsibirischen Eisenbahn gestrandet waren
3. Wiedererrichtung der Ostfront durch Bekämpfung der Roten Armee mit Hilfe der Tschechoslowakischen Legionen und der Weißen Armee sowie die Eindämmung der Ausbreitung des Kommunismus durch die Bolschewiki in Russland

Am 14. Juli 1918 verließ die 85th Infantry Division der U.S. Army ihr Ausbildungslager bei Camp Custer in Michigan. Ziel war die europäische Westfront. Drei Tage später willigte Präsident Wilson einer begrenzten Teilnahme amerikanischer Truppen bei der alliierten Intervention in Russland unter der Maßgabe zu, dass diese ausschließlich zur Bewachung des dort lagernden alliierten Kriegsmaterials eingesetzt würden. Als General John J. Pershing diese Anweisung erhielt, änderte er die Befehle für das 339th Infantry Regiment und das erste Bataillon der 310th Engineers sowie einige andere untergeordnete Einheiten der 85th Division. Diese wurden nicht nach Frankreich entsandt, sondern in England im Gebrauch russischer Waffen geschult und mit diesen neu ausgerüstet. Anschließend wurden sie in die nordrussische Stadt Archangelsk verlegt, wo sie am 4. September 1918 ankamen und dort unter britisches Kommando gestellt wurden.
Zur gleichen Zeit wurden weitere 7950 amerikanische Soldaten und Offiziere der American Expeditionary Force Siberia nach Wladiwostok beordert.

## Der Einsatz

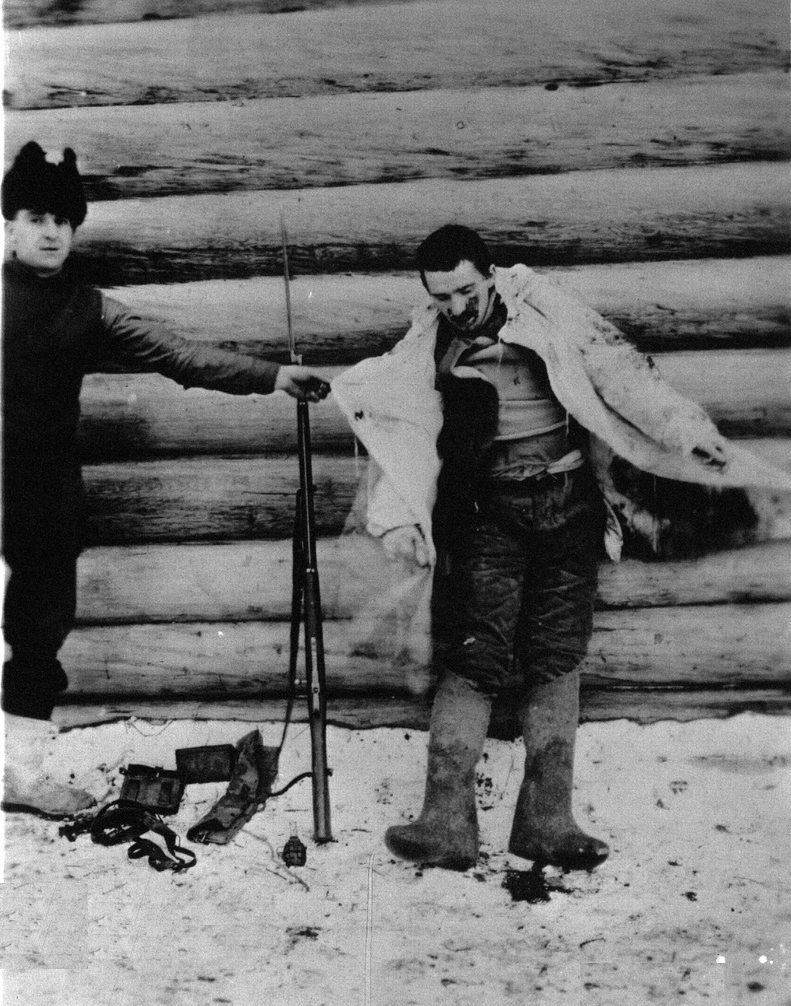
Von einer US-amerikanischen Wache am 8. Januar 1919 gegen 3 Uhr morgens erschossener Rotarmist, der als Teil einer Gruppe von sieben Angreifern versucht haben soll, den Außenposten Nr. 1 zu erklimmen. Wyssokaja Gora an der Waga, heute im Rajon Schenkursk (nach Original-Bildunterschrift des U.S. Army Signal Corps, Ortsangabe präzisiert)

Als die britischen Kommandeure der alliierten Invasion am 2. August 1918 in Archangelsk ankamen, mussten sie feststellen, dass das alliierte Kriegsmaterial bereits von den sich zurückziehenden Einheiten der Roten Armee über den Fluss Nördliche Dwina abtransportiert wurde. Die einen Monat später eingetroffenen Amerikaner wurden daher direkt für offensive Operationen zur Befreiung der Tschechoslowakischen Legionen herangezogen. Die britischen Kommandeure entsandten das erste Bataillon der 339th Infantry flussaufwärts entlang der Dwina und das dritte Bataillon entlang der Bahnlinie nach Wologda, wo sie die Rote Armee für die nächsten sechs Wochen zurückdrängen konnten.
Allerdings erstreckten sich diese beiden Fronten über Hunderte von Kilometern und waren extrem schmal und schwer zu versorgen, aufrechtzuhalten und zu schützen. Gegen Ende Oktober 1918 konnten sie die Offensive nicht mehr fortsetzen. Im Bewusstsein ihrer schwachen Situation und des baldigen Wintereinbruchs stellten sie sich zunehmend auf eine defensive Situation ein.
Die alliierten Kommandeure erkannten zudem bald, dass es ihnen nicht gelingen würde, eine wirksame einheimische Truppe für den Kampf gegen die Bolschewiki aufzustellen. Schließlich gaben sie ihr Ziel, die Tschechoslowakischen Legionen zu erreichen, auf und festigten ihre Position, um die bisherigen Gebietsgewinne über den Winter halten zu können. Im Winter ging die Rote Armee in die Offensive über, insbesondere entlang der Waga, einem Nebenfluss der Dwina, wo die Alliierten zahlreiche Opfer zu beklagen hatten und zu einem weiträumigen Rückzug gezwungen waren.
Während ihres Einsatzes in Nordrussland zählten die Amerikaner unter sich mehr als 110 Todesopfer durch Kämpfe sowie 30 Vermisste und 70 durch Krankheit Verstorbene. Von letzteren starben 90 % durch die Spanische Grippe.

## Rückzug

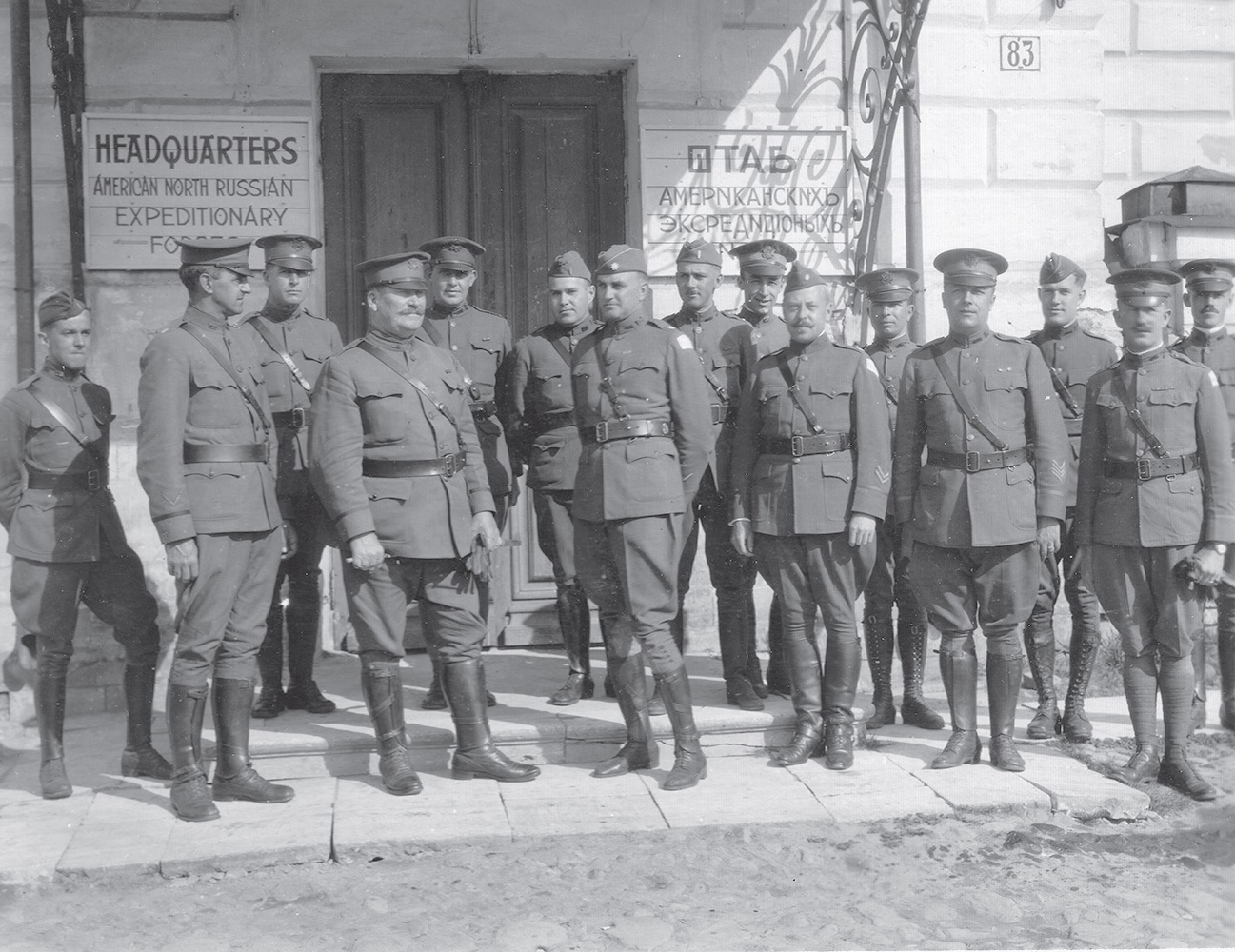
US-General Wilds P. Richardson mit Stabsoffizieren vor seinem Hauptquartier in Archangelsk 1919.

Nach dem Waffenstillstand mit Deutschland am 11. November 1918 begannen Familienangehörige und Freunde der ANREF-Soldaten damit, Briefe an Zeitungen zu schreiben und Petitionen an ihre Repräsentanten im Kongress der Vereinigten Staaten zu übergeben, mit denen sie den sofortigen Rückzug der Soldaten aus Nordrussland forderten. Die Zeitungen griffen den geforderten Rückzug ihrerseits auf, und die Kongressabgeordneten brachten das Problem in Washington, D.C. zur Sprache. Währenddessen waren die amerikanischen Soldaten in Nordrussland angesichts der Änderung ihres ursprünglichen Auftrages, des Waffenstillstands an der Westfront und der Tatsache, dass der Hafen von Archangelsk inzwischen zugefroren und damit für die Schifffahrt geschlossen war, moralisch am Ende. Auf die an ihre Offiziere gerichtete Frage, warum sie in Russland noch gegen die Bolschewiki kämpften, konnten diese keine genaue Antwort geben, außer der, dass sie um ihr Überleben kämpfen müssten und dafür, nicht von der Roten Armee in den Arktischen Ozean gedrängt zu werden.
Zu Beginn des Jahres 1919 wurden immer wieder Fälle von angeblicher und tatsächlicher Meuterei bekannt. Am 16. Februar wies Präsident Wilson sein Kriegsministerium an, die Planung für einen Rückzug der ANREF aus Nordrussland zu beginnen. Im März 1919 schrieben vier amerikanische Soldaten der Kompanie B der 339th Infantry eine Petition, in der sie ihren Protest gegen ihre fortwährende Präsenz in Russland zum Ausdruck brachten. Daraufhin drohte man ihnen mit einem militärgerichtlichen Prozess. Am 17. April 1919 traf Brigadegeneral Wilds P. Richardson an Bord des Eisbrechers Canada in Archangelsk ein. Er hatte von General Pershing den Befehl, „zum frühest möglichen Zeitpunkt“ mit dem koordinierten Rückzug der amerikanischen Truppen zu beginnen.
Am 26. Mai 1919 traf die erste Hälfte von 8.000 Freiwilligen der britischen Entsatztruppen zur Ablösung der amerikanischen Truppen in Archangelsk ein. Anfang Juni fuhr der Großteil der ANREF-Soldaten über Brest in Frankreich nach New York City und schließlich nach Hause, wobei zwei Drittel aus Michigan stammten. Während des Rückzugs beschlossen die Angehörigen der ANREF, sich künftig als „Polar Bears“ (Eisbären) zu bezeichnen, und sie durften ein entsprechendes Abzeichen an ihrem linken Ärmel tragen. Die ANREF wurde am 5. August 1919 offiziell aufgelöst.
Einige Jahre nachdem sich die amerikanischen Truppen aus Russland zurückgezogen hatten, nannte Präsident Warren G. Harding die Expedition einen Fehler der ihm vorausgegangenen Regierung.

## Rückführung der Toten
Nach ihrer Rückkehr wirkten die Veteranen der ANREF in ihrem Bundesstaat und auf der Ebene der Bundesregierung darauf hin, Finanzen und die erforderlichen Genehmigungen zu erhalten, um die sterblichen Überreste von mehr als 125 US-Soldaten zurückzuholen, die in Nordrussland zurückgelassen wurden. Wegen der fehlenden gegenseitigen diplomatischen Anerkennung zwischen den Vereinigten Staaten und der Sowjetunion dauerte es viele Jahre, bis die Erlaubnis dafür endlich vorlag. Eine Expedition unter der Leitung der Veteranenvereinigung „Veterans of Foreign Wars“ (VFW) führte im Herbst 1929 eine erfolgreiche Bergungsmission durch, in deren Rahmen die Überreste von 86 US-amerikanischen Soldaten gefunden, identifiziert und zurückgebracht werden konnten. Überreste eines weiteren Dutzends von ANREF-Soldaten wurden 1934 von der Sowjetunion in die Vereinigten Staaten geschickt. Damit reduzierte sich die Anzahl der Toten, die immer noch in Nordrussland begraben waren, auf 30. Die Überreste von 56 ANREF-Soldaten wurden anschließend auf dem Friedhof White Chapel Cemetery in Troy, Michigan, um eine Eisbärenskulptur des Bildhauers Leon Hermant herum beigesetzt.

## Letztes überlebendes Mitglied
Der 1899 geborene Harold Gunnes starb am 11. März 2003 als wahrscheinlich letztes überlebendes Mitglied der ANREF.